# Strandranunkel
Strandranunkel (Ranunculus reptans) är en växtart i familjen ranunkelväxter.